# Vectorman (serie)
Vectorman es una serie de juegos de disparos y plataformas desarrollados por Blue Sky Software y distribuido por Sega para el sistema MegaDrive/Genesis. Su lanzamiento fue el 24 de octubre de 1995 en Norteamérica y el 30 de noviembre del mismo año en Europa. Desde entonces el juego ha aparecido en muchas compilaciones de juegos de Sega, incluyendo Sega Genesis Collection para PlayStation 2 y PSP, Sonic Gems Collection para GameCube y PlayStation 2, y Sonic's Ultimate Genesis Collection para Xbox 360 y PlayStation 3. Vectorman fue añadido a la Consola Virtual de Wii el 27 de febrero de 2007 en Japón, el 5 de abril en Europa y el 22 de septiembre de 2008 en Norteamérica. También fue lanzado en el servicio de distribución digital Steam, como título individual del "SEGA Genesis Classics Pack" .

## Historia

### Vectorman
En el 2049, la población humana de la Tierra se embarca en un viaje migratorio para tratar de colonizar otros planetas. Dejando a "orbots" mecánicos para limpiar el desastre medioambiental que dejaron en la Tierra. Raster, un orbot de alto nivel que mira a la Tierra desde una red computacional de escala global, es unido accidentalmente en un misil nuclear por un orbot sin importancia y se vuelve loco, transformándose en un malvado dictador llamado Warhead. Se declara a sí mismo gobernante de la Tierra y comienza preparativos para ejecutar a cualquier humano que se atreva a volver a su planeta.
Llega Vectorman, un orbot humilde que se dedica a limpiar el planeta de barro tóxico, botándolo en el sol. Al aterrizar en la Tierra, luego de su último viaje encuentra caos y confusión, ya que los orbots están siendo controlados por Warhead (Vectorman no fue afectado porque estaba en el sol), Vectorman se decide a destruir a los orbots errantes y restaurar la paz en la Tierra.

### Vectorman 2
Después de salvar a la Tierra de Warhead en el juego anterior, la nave de Vectorman es destruida por un misil. El escapa y cae en paracaídas al planeta para luchar con los multitudinarios enemigos de la Tierra los insectos mutantes. Ahora depende de Vectorman luchar con los bichos mutantes y encontrar a la fuente de la peste, la Reina Viuda Negra.

## Gráficos y juego

### Vectorman
Vectorman usa modelos pre renderizados 3D tanto en el diseño de personajes como escenarios, lo que da una sensación de suavidad al juego. El nombre original del villano, Warhead, iba a ser Raster (como el de los gráficos raster, el opuesto a los gráficos vectoriales). Se consideró a Vectorman como la respuesta de Sega a Donkey Kong Country de Nintendo, ya que ambos juegos usaban trucos gráficos para mostrar imágenes que iban más allá de las capacidades técnicas, que se pensaba tener la consola.
El juego en sí es un plataformas 2D. Vectorman en un "orbot" (un robot cuyo cuerpo está compuesto de orbes), junto a una pistola de bolas en su mano; los ítems incluyen una metralleta, pistola "bolo", y una que hace un disparo triple.
Vectorman tiene la habilidad de transformarse, usando ciertos ítems, en diferentes formas, incluyendo un taladro, para perforar los pisos, una bomba, para destruir todos los enemigos que lo rodean o romper murallas: y una forma acuática, útil para el nado subacuático. Además de las transformaciones por ítems, en tres niveles hay transformaciones únicas para derrotar al jefe de turno. En total, el juego tiene 16 niveles.

### Vectorman 2
El sistema de juego es similar al de su predecesor. Vectorman tiene un juego de armas diferente, incluyendo un rayo de pulsos, disparo de energía, y armas de superdisparos. Vectorman también puede transformarse en insectos, como hormiga, un rinoceronte y un "bicho escudo" que rechaza los ataques. A diferencia del anterior Vectorman, en este juego las transformaciones únicas para derrotar a los jefes no están, dejando que solo la forma humana de Vectorman pueda derrotarlos. En total hay 22 niveles divididos en 7 partes.

## Reacción crítica
El Vectorman original fue un éxito en ventas y crítica, siendo premiado por el diseño de sus niveles, gráficos pre-renderizados, y banda sonora. Fue premiado como el Mejor Juego de Sega Mega Drive por Electronic Gaming Monthly.
- Datos: Q108371671